# 島根県道189号匹見左鐙線
島根県道189号匹見左鐙線（しまねけんどう189ごう ひきみさぶみせん）は、島根県益田市から鹿足郡津和野町に至る一般県道である。

## 概要
益田市匹見町紙祖（しそ）から鹿足郡津和野町左鐙（さぶみ）に至る。

### 路線データ
- 起点：益田市匹見町紙祖（島根県道42号吉賀匹見線交点）
- 終点：鹿足郡津和野町左鐙（国道187号交点）
- 通行不能区間：益田市匹見町紙祖 - 鹿足郡津和野町左鐙

## 地理

### 通過する自治体
- 島根県
  - 益田市 - 鹿足郡津和野町

### 交差する道路
| 交差する道路                                       | 市町村名 | 市町村名 | 交差する場所       | 交差する場所 |
| -------------------------------------------------- | -------- | -------- | ------------------ | ------------ |
| 島根県道42号吉賀匹見線                             | 益田市   | 益田市   | 匹見町紙祖（しそ） | 起点         |
| 緑資源幹線林道波佐阿武線                           | 益田市   | 益田市   | 匹見町紙祖         |              |
| 通行不能区間                                       |          |          |                    |              |
| 国道187号 山口県道・島根県道3号新南陽津和野線 重複 | 鹿足郡   | 津和野町 | 左鐙（さぶみ）     | 終点         |

### 沿線
- 益田市立匹見小学校（起点付近）
- 益田市立匹見中学校（起点付近）